# Gizzeria
Gizzeria est une commune de la province de Catanzaro dans la Calabre en Italie.

## Histoire
La commune abrite une communauté Arbëresh, Albanais installés ici au XVe siècle, fuyant l’avance ottomane. Ces Albanais ont gardé une forte identité, mais la commune de Gizzeria a été latinisée et la langue albanaise, l’arbërisht, n’est plus parlée. 

## Administration
| Période                                  | Période      | Identité          | Étiquette            | Qualité |
| ---------------------------------------- | ------------ | ----------------- | -------------------- | ------- |
| 29 mai 2006                              | 28 mars 2010 | Sergio Trapuzzano | Démocrates de gauche |         |
| 28 mars 2010                             | En cours     | Pietro Raso       | Droite               |         |
| Les données manquantes sont à compléter. |              |                   |                      |         |

### Hameaux
Gizzeria Lido, Mortilla, La Destra, Scaramella, La Prisa

### Communes limitrophes
Falerna, Lamezia Terme

### Évolution démographique
Habitants recensés